# طواف فلاندرز للسيدات 2019
طواف فلاندرز للسيدات 2019 (بالإنجليزية: 2019 Tour of Flanders for Women)‏ هو سباق دراجات هوائية، وهو الموسم رقم 16 من السباق، وأقيم في 7 أبريل 2019، وامتدّ لمسافة 159.2 كيلومتر، وهو أحد سباقات طواف العالم للدراجات للنساء 2019، وهو من نوع سباق الدراجات.
فاز فيه بالمركز الأول مارتا باستيانيلي، وبالمركز الثاني أنيميك فان فليوتن، وبالمركز الثالث سيسيلي أوتوب لودفيغ.

## الفرق
| فرق سيدات محترفة (24)- يو أي أيه تيم ‏ - Aromitalia–Basso Bikes–Vaiano ‏ - أيه آر مونكس برو سيكلينج للسيدات ‏ - بيبينك 2019 ‏ - Équipe Paule Ka ‏ - إس دي وركس ‏ - BTC City Ljubljana ‏ - كانيون إس آر إيه إم راسينغ 2019 ‏ - ليف ريسينغ ‏ - دولتشيني فان إيك سبورت 2019 ‏ - FDJ–Suez ‏ - Health Mate–Cyclelive Team ‏ - هايتك بوردكتس-بيرك سبورت 2019 ‏ - لوتو سودال للسيدات 2019 ‏ - Liv AlUla Jayco ‏ - موفيستار للسيدات ‏ - باركهوتل فالكنبورغ 2019 ‏ - Servetto–Makhymo–Beltrami TSA ‏ - فريق سنويب للسيدات 2019 ‏ - EF Education–Tibco–SVB ‏ - Lidl–Trek (women's team) ‏ - فالكار سيلانس 2019 ‏ - Team Virtu Cycling Women ‏ - Ceratizit Pro Cycling ‏ |  |
| |  |

## التصنيف العام النهائي
| \| التصنيف العام \| التصنيف العام \| التصنيف العام \| التصنيف العام \| التصنيف العام \| \| المتسابقة \| المتسابقة \| الفريق \| الوقت \| \| \| ------------- \| ------------------- \| ------------------------------------- \| ------------- \| ------------- \| \| 1 \| مارتا باستيانيلي \| Team Virtu Cycling Women [الإنجليزية]‏ \| 4 س 16 د 50 ث \| \| \| 2 \| أنيميك فان فليوتن \| Liv AlUla Jayco [الإنجليزية]‏ \| + 0 ث \| \| \| 3 \| سيسيلي أوتوب لودفيغ \| Équipe Paule Ka [الإنجليزية]‏ \| + 0 ث \| \| \| 4 \| صوفيا بيرتيزولو \| Team Virtu Cycling Women [الإنجليزية]‏ \| + 7 ث \| \| \| 5 \| Ellen van Dijk \| Lidl–Trek (women's team) [الإنجليزية]‏ \| + 7 ث \| \| \| 6 \| كاتارزينا نيفيادوما \| كانيون–إس آر إيه إم [الإنجليزية]‏ \| + 7 ث \| \| \| 7 \| Chantal Blaak \| إس دي وركس [الإنجليزية]‏ \| + 10 ث \| \| \| 8 \| ليزا برينور \| Ceratizit Pro Cycling [الإنجليزية]‏ \| + 55 ث \| \| \| 9 \| لوسيندا براند \| فريق سنويب للسيدات [الإنجليزية]‏ \| + 55 ث \| \| \| 10 \| ايمي بيترز \| إس دي وركس [الإنجليزية]‏ \| + 55 ث \| \| \| 11 \| مارتا كافالي \| فالكار سيلانس [الإنجليزية]‏ \| + 55 ث \| \| \| 12 \| ثريا بالادين \| يو أي أيه تيم [الإنجليزية]‏ \| + 55 ث \| \| \| 13 \| غراسي إلفن \| Liv AlUla Jayco [الإنجليزية]‏ \| + 55 ث \| \| \| 14 \| ليزا كلاين \| كانيون–إس آر إيه إم [الإنجليزية]‏ \| + 55 ث \| \| \| 15 \| أليسون جاكسون \| EF Education–Tibco–SVB [الإنجليزية]‏ \| + 55 ث \| \| |                     |                           |               |  |
| |                     |                           |               |  |
| مصدر: ProCyclingStats |                     |                           |               |  |
| التصنيف العام |                     |                           |               |  |
| المتسابقة | المتسابقة           | الفريق                    | الوقت         |  |
| 1 | مارتا باستيانيلي    | Team Virtu Cycling Women ‏ | 4 س 16 د 50 ث |  |
| 2 | أنيميك فان فليوتن   | Liv AlUla Jayco ‏          | + 0 ث         |  |
| 3 | سيسيلي أوتوب لودفيغ | Équipe Paule Ka ‏          | + 0 ث         |  |
| 4 | صوفيا بيرتيزولو     | Team Virtu Cycling Women ‏ | + 7 ث         |  |
| 5 | Ellen van Dijk      | Lidl–Trek (women's team) ‏ | + 7 ث         |  |
| 6 | كاتارزينا نيفيادوما | كانيون–إس آر إيه إم ‏      | + 7 ث         |  |
| 7 | Chantal Blaak       | إس دي وركس ‏               | + 10 ث        |  |
| 8 | ليزا برينور         | Ceratizit Pro Cycling ‏    | + 55 ث        |  |
| 9 | لوسيندا براند       | فريق سنويب للسيدات ‏       | + 55 ث        |  |
| 10 | ايمي بيترز          | إس دي وركس ‏               | + 55 ث        |  |
| 11 | مارتا كافالي        | فالكار سيلانس ‏            | + 55 ث        |  |
| 12 | ثريا بالادين        | يو أي أيه تيم ‏            | + 55 ث        |  |
| 13 | غراسي إلفن          | Liv AlUla Jayco ‏          | + 55 ث        |  |
| 14 | ليزا كلاين          | كانيون–إس آر إيه إم ‏      | + 55 ث        |  |
| 15 | أليسون جاكسون       | EF Education–Tibco–SVB ‏   | + 55 ث        |  |

### تصنيف النقاط
| \| تصنيف النقاط \| تصنيف النقاط \| تصنيف النقاط \| تصنيف النقاط \| تصنيف النقاط \| \| المتسابقة \| المتسابقة \| الفريق \| النقاط \| \| \| ------------ \| ------------------- \| ------------------------------------- \| ------------ \| ------------ \| \| 1 \| مارتا باستيانيلي \| Team Virtu Cycling Women [الإنجليزية]‏ \| 660 نقطة \| \| \| 2 \| كيرستن وايلد \| Ceratizit Pro Cycling [الإنجليزية]‏ \| 450 نقطة \| \| \| 3 \| أنيميك فان فليوتن \| Liv AlUla Jayco [الإنجليزية]‏ \| 350 نقطة \| \| \| 4 \| ماريان فوس \| ليف ريسينغ [الإنجليزية]‏ \| 350 نقطة \| \| \| 5 \| سيسيلي أوتوب لودفيغ \| Équipe Paule Ka [الإنجليزية]‏ \| 335 نقطة \| \| \| 6 \| لورينا ويبيس \| باركهوتل فالكنبورغ [الإنجليزية]‏ \| 300 نقطة \| \| \| 7 \| لوت كوبيكي \| لوتو بيليسول للسيدات [الإنجليزية]‏ \| 283 نقطة \| \| \| 8 \| Chantal Blaak \| إس دي وركس [الإنجليزية]‏ \| 275 نقطة \| \| \| 9 \| كاتارزينا نيفيادوما \| كانيون–إس آر إيه إم [الإنجليزية]‏ \| 265 نقطة \| \| \| 10 \| ايمي بيترز \| إس دي وركس [الإنجليزية]‏ \| 225 نقطة \| \| |                     |                           |          |  |
| |                     |                           |          |  |
| مصدر: ProCyclingStats |                     |                           |          |  |
| تصنيف النقاط |                     |                           |          |  |
| المتسابقة | المتسابقة           | الفريق                    | النقاط   |  |
| 1 | مارتا باستيانيلي    | Team Virtu Cycling Women ‏ | 660 نقطة |  |
| 2 | كيرستن وايلد        | Ceratizit Pro Cycling ‏    | 450 نقطة |  |
| 3 | أنيميك فان فليوتن   | Liv AlUla Jayco ‏          | 350 نقطة |  |
| 4 | ماريان فوس          | ليف ريسينغ ‏               | 350 نقطة |  |
| 5 | سيسيلي أوتوب لودفيغ | Équipe Paule Ka ‏          | 335 نقطة |  |
| 6 | لورينا ويبيس        | باركهوتل فالكنبورغ ‏       | 300 نقطة |  |
| 7 | لوت كوبيكي          | لوتو بيليسول للسيدات ‏     | 283 نقطة |  |
| 8 | Chantal Blaak       | إس دي وركس ‏               | 275 نقطة |  |
| 9 | كاتارزينا نيفيادوما | كانيون–إس آر إيه إم ‏      | 265 نقطة |  |
| 10 | ايمي بيترز          | إس دي وركس ‏               | 225 نقطة |  |

### الفرق حسب النقاط
| \| ترتيب الفرق حسب النقاط \| ترتيب الفرق حسب النقاط \| ترتيب الفرق حسب النقاط \| ترتيب الفرق حسب النقاط \| \| الفريق \| الفريق \| النقاط \| \| \| ---------------------- \| -------------------------------------------- \| ---------------------- \| ---------------------- \| \| 1 \| إس دي وركس [الإنجليزية]‏ \| 814 نقطة \| \| \| 2 \| Team Virtu Cycling Women [الإنجليزية]‏ \| 803 نقطة \| \| \| 3 \| Ceratizit Pro Cycling [الإنجليزية]‏ \| 566 نقطة \| \| \| 4 \| Liv AlUla Jayco [الإنجليزية]‏ \| 565 نقطة \| \| \| 5 \| Lidl–Trek (women's team) [الإنجليزية]‏ \| 514 نقطة \| \| \| 6 \| كانيون إس آر إيه إم راسينغ 2019 [الإنجليزية]‏ \| 487 نقطة \| \| \| 7 \| ليف ريسينغ [الإنجليزية]‏ \| 466 نقطة \| \| \| 8 \| Équipe Paule Ka [الإنجليزية]‏ \| 401 نقطة \| \| \| 9 \| فريق سنويب للسيدات 2019 [الإنجليزية]‏ \| 354 نقطة \| \| \| 10 \| باركهوتل فالكنبورغ 2019 [الإنجليزية]‏ \| 318 نقطة \| \| |                                  |          |  |
| |                                  |          |  |
| مصدر: ProCyclingStats |                                  |          |  |
| ترتيب الفرق حسب النقاط |                                  |          |  |
| الفريق | الفريق                           | النقاط   |  |
| 1 | إس دي وركس ‏                      | 814 نقطة |  |
| 2 | Team Virtu Cycling Women ‏        | 803 نقطة |  |
| 3 | Ceratizit Pro Cycling ‏           | 566 نقطة |  |
| 4 | Liv AlUla Jayco ‏                 | 565 نقطة |  |
| 5 | Lidl–Trek (women's team) ‏        | 514 نقطة |  |
| 6 | كانيون إس آر إيه إم راسينغ 2019 ‏ | 487 نقطة |  |
| 7 | ليف ريسينغ ‏                      | 466 نقطة |  |
| 8 | Équipe Paule Ka ‏                 | 401 نقطة |  |
| 9 | فريق سنويب للسيدات 2019 ‏         | 354 نقطة |  |
| 10 | باركهوتل فالكنبورغ 2019 ‏         | 318 نقطة |  |

## المشاركون
| إس دي وركس ‏ DLT | إس دي وركس ‏ DLT        | إس دي وركس ‏ DLT |
| --------------- | ---------------------- | --------------- |
| م               | عداء                   | مرتبة           |
| 1               | Chantal Blaak (طريق)   | 7               |
| 2               | جولين ديهور            | 41              |
| 3               | أمالي ديديريكسن (طريق) | 61              |
| 4               | Jip van den Bos ‏       | لم يكمل السباق  |
| 5               | ايمي بيترز             | 10              |
| 6               | كريستين ماجروس (طريق)  | 60              |

| Liv AlUla Jayco ‏ MTS | Liv AlUla Jayco ‏ MTS | Liv AlUla Jayco ‏ MTS |
| -------------------- | -------------------- | -------------------- |
| م                    | عداء                 | مرتبة                |
| 11                   | أنيميك فان فليوتن    | 2                    |
| 12                   | سارة روي             | 33                   |
| 13                   | أماندا سبرات         | 20                   |
| 14                   | غراسي إلفن           | 13                   |
| 15                   | Moniek Tenniglo ‏     | لم يكمل السباق       |
| 16                   | جيسيكا ألين          | لم يكمل السباق       |

| ليف ريسينغ ‏ CCC | ليف ريسينغ ‏ CCC    | ليف ريسينغ ‏ CCC |
| --------------- | ------------------ | --------------- |
| م               | عداء               | مرتبة           |
| 21              | ماريان فوس         | 22              |
| 22              | ريجان ماركوس       | 87              |
| 23              | Evy Kuijpers ‏      | 40              |
| 24              | آشلي مولمان (طريق) | 59              |
| 25              | Jeanne Korevaar ‏   | 31              |
| 26              | Valerie Demey ‏     | 63              |

| Lidl–Trek (women's team) ‏ TFS | Lidl–Trek (women's team) ‏ TFS | Lidl–Trek (women's team) ‏ TFS |
| ----------------------------- | ----------------------------- | ----------------------------- |
| م                             | عداء                          | مرتبة                         |
| 31                            | Audrey Cordon-Ragot           | لم يكمل السباق                |
| 32                            | Lotta Lepistö (طريق)          | لم يكمل السباق                |
| 33                            | إليسا ونغو بورغيني            | 17                            |
| 34                            | Ellen van Dijk                | 5                             |
| 35                            | روث ويندر                     | 29                            |
| 36                            | تريكسي ووراك                  | لم يكمل السباق                |

| فريق سنويب للسيدات ‏ SUN | فريق سنويب للسيدات ‏ SUN | فريق سنويب للسيدات ‏ SUN |
| ----------------------- | ----------------------- | ----------------------- |
| م                       | عداء                    | مرتبة                   |
| 41                      | لوسيندا براند           | 9                       |
| 42                      | Julia Soek ‏             | لم يكمل السباق          |
| 43                      | ليا كيرشمان             | 30                      |
| 44                      | ليان ليبرت (طريق)       | 65                      |
| 45                      | فلورتجي ماكايج          | 19                      |
| 46                      | Coryn Rivera (طريق)     | لم يكمل السباق          |

| كانيون–إس آر إيه إم ‏ CSR | كانيون–إس آر إيه إم ‏ CSR | كانيون–إس آر إيه إم ‏ CSR |
| ------------------------ | ------------------------ | ------------------------ |
| م                        | عداء                     | مرتبة                    |
| 51                       | ألينا أمياليوسيك (طريق)  | لم يكمل السباق           |
| 52                       | إيلينا سيتشيني           | 21                       |
| 53                       | ليزا كلاين               | 14                       |
| 54                       | كاتارزينا نيفيادوما      | 6                        |
| 55                       | الكسيس ريان              | لم يكمل السباق           |
| 56                       | تيفاني كرومويل           | 64                       |

| Ceratizit Pro Cycling ‏ WNT | Ceratizit Pro Cycling ‏ WNT | Ceratizit Pro Cycling ‏ WNT |
| -------------------------- | -------------------------- | -------------------------- |
| م                          | عداء                       | مرتبة                      |
| 61                         | كيرستن وايلد               | 45                         |
| 62                         | ليزا برينور                | 8                          |
| 63                         | أني سانستيبان              | 58                         |
| 64                         | Lara Vieceli ‏              | 57                         |
| 65                         | إيريكا ماجندي              | 28                         |
| 66                         | Sarah Rijkes ‏              | 56                         |

| Team Virtu Cycling Women ‏ TVC | Team Virtu Cycling Women ‏ TVC | Team Virtu Cycling Women ‏ TVC |
| ----------------------------- | ----------------------------- | ----------------------------- |
| م                             | عداء                          | مرتبة                         |
| 71                            | مارتا باستيانيلي (طريق)       | 1                             |
| 72                            | باربرا جوارشي                 | 96                            |
| 73                            | أنوسكا كوستر                  | 24                            |
| 74                            | كريستينا سيجارد               | لم يكمل السباق                |
| 75                            | كاتارزينا باولوسكا            | لم يكمل السباق                |
| 76                            | صوفيا بيرتيزولو               | 4                             |

| فالكار سيلانس ‏ VAL | فالكار سيلانس ‏ VAL      | فالكار سيلانس ‏ VAL |
| ------------------ | ----------------------- | ------------------ |
| م                  | عداء                    | مرتبة              |
| 81                 | إليسا بالسامو           | لم يكمل السباق     |
| 82                 | مارتا كافالي (طريق)     | 11                 |
| 83                 | ماريا جوليا كونفالونيري | 26                 |
| 84                 | Vittoria Guazzini ‏      | 76                 |
| 85                 | Silvia Persico ‏         | 66                 |
| 86                 | Ilaria Sanguineti ‏      | لم يكمل السباق     |

| موفيستار للسيدات ‏ MOV | موفيستار للسيدات ‏ MOV  | موفيستار للسيدات ‏ MOV |
| --------------------- | ---------------------- | --------------------- |
| م                     | عداء                   | مرتبة                 |
| 91                    | أود بيانيك (طريق)      | 67                    |
| 92                    | أليسيا غونزاليس بلانكو | 85                    |
| 93                    | شيلا جوتيريز           | 99                    |
| 94                    | روكسان فورنييه         | لم يكمل السباق        |
| 95                    | Alba Teruel Ribes ‏     | 100                   |
| 96                    | غلوريا رودريغيز        | 98                    |

| EF Education–Tibco–SVB ‏ TIB | EF Education–Tibco–SVB ‏ TIB | EF Education–Tibco–SVB ‏ TIB |
| --------------------------- | --------------------------- | --------------------------- |
| م                           | عداء                        | مرتبة                       |
| 101                         | نينا كيسلر                  | لم يكمل السباق              |
| 102                         | أليسون جاكسون               | 15                          |
| 103                         | برودي شابمان                | 35                          |
| 104                         | Rozanne Slik ‏               | 92                          |
| 105                         | لورين ستيفنز                | 93                          |

| باركهوتل فالكنبورغ ‏ PHV | باركهوتل فالكنبورغ ‏ PHV | باركهوتل فالكنبورغ ‏ PHV |
| ----------------------- | ----------------------- | ----------------------- |
| م                       | عداء                    | مرتبة                   |
| 111                     | صوفي دي فوست            | 16                      |
| 112                     | إستر فان فيين           | 90                      |
| 113                     | Belle de Gast ‏          | 69                      |
| 114                     | روكسان كنيتيمان         | 42                      |
| 115                     | Marit Raaijmakers ‏      | 83                      |
| 116                     | Nina Buijsman ‏          | 89                      |

| يو أي أيه تيم ‏ ALE | يو أي أيه تيم ‏ ALE   | يو أي أيه تيم ‏ ALE |
| ------------------ | -------------------- | ------------------ |
| م                  | عداء                 | مرتبة              |
| 121                | كلو هوسكينغ          | 43                 |
| 122                | ثريا بالادين         | 12                 |
| 123                | Diana Peñuela ‏       | 72                 |
| 124                | Eri Yonamine ‏ (طريق) | 38                 |
| 125                | Nadia Quagliotto ‏    | لم يكمل السباق     |
| 126                | رومي كاسبر           | 39                 |

| FDJ–Suez ‏ FDJ | FDJ–Suez ‏ FDJ       | FDJ–Suez ‏ FDJ |
| ------------- | ------------------- | ------------- |
| م             | عداء                | مرتبة         |
| 131           | إميليا فهلين (طريق) | 23            |
| 132           | شارلوت بيكر         | 94            |
| 133           | أوجيني دوفال        | 44            |
| 134           | Maëlle Grossetête ‏  | 91            |
| 135           | Shara Gillow        | 51            |
| 136           | لورين كيتشن         | 95            |

| Équipe Paule Ka ‏ BIG | Équipe Paule Ka ‏ BIG     | Équipe Paule Ka ‏ BIG |
| -------------------- | ------------------------ | -------------------- |
| م                    | عداء                     | مرتبة                |
| 141                  | سيسيلي أوتوب لودفيغ      | 3                    |
| 142                  | Mikayla Harvey ‏          | لم يكمل السباق       |
| 143                  | Julie Norman Leth ‏       | 37                   |
| 144                  | Maria Vittoria Sperotto ‏ | 74                   |
| 145                  | ليا توماس                | 47                   |
| 146                  | Martina Alzini ‏          | لم يكمل السباق       |

| BTC City Ljubljana ‏ BTC | BTC City Ljubljana ‏ BTC | BTC City Ljubljana ‏ BTC |
| ----------------------- | ----------------------- | ----------------------- |
| م                       | عداء                    | مرتبة                   |
| 151                     | Urša Pintar ‏            | 54                      |
| 152                     | Mia Radotić ‏            | لم يكمل السباق          |
| 153                     | حنا نيلسون              | 48                      |
| 154                     | Anastasia Chursina      | 46                      |
| 155                     | Anja Longyka ‏           | 88                      |
| 156                     | Maaike Boogaard ‏        | لم يكمل السباق          |

| أيه آر مونكس برو سيكلينج للسيدات ‏ ASA | أيه آر مونكس برو سيكلينج للسيدات ‏ ASA | أيه آر مونكس برو سيكلينج للسيدات ‏ ASA |
| ------------------------------------- | ------------------------------------- | ------------------------------------- |
| م                                     | عداء                                  | مرتبة                                 |
| 161                                   | Marie-Soleil Blais ‏                   | لم يكمل السباق                        |
| 162                                   | إيلينا بيروني                         | 68                                    |
| 163                                   | Faina Potapova ‏                       | لم يكمل السباق                        |
| 164                                   | Makhabbat Umutzhanova ‏                | لم يكمل السباق                        |
| 165                                   | Lizbeth Salazar ‏                      | 77                                    |
| 166                                   | أرلينيس سيرا (طريق)                   | 34                                    |

| لوتو بيليسول للسيدات ‏ LSL | لوتو بيليسول للسيدات ‏ LSL | لوتو بيليسول للسيدات ‏ LSL |
| ------------------------- | ------------------------- | ------------------------- |
| م                         | عداء                      | مرتبة                     |
| 171                       | Annelies Dom ‏ (طريق)      | 80                        |
| 172                       | لوت كوبيكي                | 32                        |
| 173                       | ديمي دي جونغ ‏             | 53                        |
| 174                       | Julie Van de Velde ‏       | 27                        |
| 175                       | كيلي فان دن ستين          | 49                        |
| 176                       | Dani Christmas ‏           | 73                        |

| دولتشيني فان إيك بروكسيموس ‏ DVE | دولتشيني فان إيك بروكسيموس ‏ DVE | دولتشيني فان إيك بروكسيموس ‏ DVE |
| ------------------------------- | ------------------------------- | ------------------------------- |
| م                               | عداء                            | مرتبة                           |
| 181                             | Pascale Jeuland-Tranchant       | 78                              |
| 182                             | دانييلا ريس (طريق)              | 55                              |
| 183                             | Jesse Vandenbulcke ‏             | 52                              |
| 184                             | Bryony van Velzen ‏              | 70                              |
| 185                             | Séverine Eraud ‏                 | 50                              |
| 186                             | Saartje Vandenbroucke ‏          | 81                              |

| Aromitalia–Basso Bikes–Vaiano ‏ VAI | Aromitalia–Basso Bikes–Vaiano ‏ VAI | Aromitalia–Basso Bikes–Vaiano ‏ VAI |
| ---------------------------------- | ---------------------------------- | ---------------------------------- |
| م                                  | عداء                               | مرتبة                              |
| 191                                | راسا ليليفيتو (طريق)               | 25                                 |
| 192                                | Carmela Cipriani ‏                  | 79                                 |
| 193                                | Giulia Marchesini ‏                 | لم يكمل السباق                     |
| 194                                | Letizia Borghesi ‏                  | لم يكمل السباق                     |
| 195                                | Michela Balducci ‏                  | لم يكمل السباق                     |
| 196                                | Sofia Beggin ‏                      | 84                                 |

| Health Mate–Cyclelive Team ‏ HMT | Health Mate–Cyclelive Team ‏ HMT | Health Mate–Cyclelive Team ‏ HMT |
| ------------------------------- | ------------------------------- | ------------------------------- |
| م                               | عداء                            | مرتبة                           |
| 201                             | Kathrin Schweinberger ‏          | 71                              |
| 202                             | Christina Schweinberger ‏        | لم يكمل السباق                  |
| 203                             | كيرستي فان هافتن                | لم يكمل السباق                  |
| 204                             | Sara Mustonen (cyclist) ‏        | 97                              |
| 205                             | Kylie Waterreus ‏                | 75                              |
| 206                             | Fien Delbaere ‏                  | لم يكمل السباق                  |

| Servetto–Makhymo–Beltrami TSA ‏ SER | Servetto–Makhymo–Beltrami TSA ‏ SER | Servetto–Makhymo–Beltrami TSA ‏ SER |
| ---------------------------------- | ---------------------------------- | ---------------------------------- |
| م                                  | عداء                               | مرتبة                              |
| 211                                | Kseniya Dobrynina ‏                 | لم يكمل السباق                     |
| 212                                | Francesca Balducci ‏                | لم يكمل السباق                     |
| 213                                | Mónika Király ‏                     | لم يكمل السباق                     |
| 214                                | Anna Potokina ‏                     | 86                                 |
| 215                                | Aleksandra Goncharova ‏             | لم يكمل السباق                     |

| بيبينك ‏ BPK | بيبينك ‏ BPK        | بيبينك ‏ BPK    |
| ----------- | ------------------ | -------------- |
| م           | عداء               | مرتبة          |
| 221         | تاتيانا جوديرزو    | 36             |
| 222         | Silvia Valsecchi ‏  | لم يكمل السباق |
| 223         | Francesca Pattaro ‏ | لم يكمل السباق |
| 224         | Nicole Steigenga ‏  | لم يكمل السباق |
| 225         | Katia Ragusa ‏      | 62             |
| 226         | Chiara Perini ‏     | لم يكمل السباق |

| تيم كوب هايتك بوردكتس ‏ HPU | تيم كوب هايتك بوردكتس ‏ HPU | تيم كوب هايتك بوردكتس ‏ HPU |
| -------------------------- | -------------------------- | -------------------------- |
| م                          | عداء                       | مرتبة                      |
| 231                        | Pernille Feldmann ‏         | لم يكمل السباق             |
| 232                        | Vita Heine ‏ (طريق)         | 18                         |
| 233                        | Ingrid Lorvik ‏             | 82                         |
| 234                        | Julie Meyer Solvang ‏       | لم يكمل السباق             |
| 235                        | Chanella Stougje ‏          | لم يكمل السباق             |
| 236                        | Marta Tagliaferro ‏         | لم يكمل السباق             |

| إس دي وركس ‏ DLT | إس دي وركس ‏ DLT        | إس دي وركس ‏ DLT |
| --------------- | ---------------------- | --------------- |
| م               | عداء                   | مرتبة           |
| 1               | Chantal Blaak (طريق)   | 7               |
| 2               | جولين ديهور            | 41              |
| 3               | أمالي ديديريكسن (طريق) | 61              |
| 4               | Jip van den Bos ‏       | لم يكمل السباق  |
| 5               | ايمي بيترز             | 10              |
| 6               | كريستين ماجروس (طريق)  | 60              |

| Liv AlUla Jayco ‏ MTS | Liv AlUla Jayco ‏ MTS | Liv AlUla Jayco ‏ MTS |
| -------------------- | -------------------- | -------------------- |
| م                    | عداء                 | مرتبة                |
| 11                   | أنيميك فان فليوتن    | 2                    |
| 12                   | سارة روي             | 33                   |
| 13                   | أماندا سبرات         | 20                   |
| 14                   | غراسي إلفن           | 13                   |
| 15                   | Moniek Tenniglo ‏     | لم يكمل السباق       |
| 16                   | جيسيكا ألين          | لم يكمل السباق       |

| ليف ريسينغ ‏ CCC | ليف ريسينغ ‏ CCC    | ليف ريسينغ ‏ CCC |
| --------------- | ------------------ | --------------- |
| م               | عداء               | مرتبة           |
| 21              | ماريان فوس         | 22              |
| 22              | ريجان ماركوس       | 87              |
| 23              | Evy Kuijpers ‏      | 40              |
| 24              | آشلي مولمان (طريق) | 59              |
| 25              | Jeanne Korevaar ‏   | 31              |
| 26              | Valerie Demey ‏     | 63              |

| Lidl–Trek (women's team) ‏ TFS | Lidl–Trek (women's team) ‏ TFS | Lidl–Trek (women's team) ‏ TFS |
| ----------------------------- | ----------------------------- | ----------------------------- |
| م                             | عداء                          | مرتبة                         |
| 31                            | Audrey Cordon-Ragot           | لم يكمل السباق                |
| 32                            | Lotta Lepistö (طريق)          | لم يكمل السباق                |
| 33                            | إليسا ونغو بورغيني            | 17                            |
| 34                            | Ellen van Dijk                | 5                             |
| 35                            | روث ويندر                     | 29                            |
| 36                            | تريكسي ووراك                  | لم يكمل السباق                |

| فريق سنويب للسيدات ‏ SUN | فريق سنويب للسيدات ‏ SUN | فريق سنويب للسيدات ‏ SUN |
| ----------------------- | ----------------------- | ----------------------- |
| م                       | عداء                    | مرتبة                   |
| 41                      | لوسيندا براند           | 9                       |
| 42                      | Julia Soek ‏             | لم يكمل السباق          |
| 43                      | ليا كيرشمان             | 30                      |
| 44                      | ليان ليبرت (طريق)       | 65                      |
| 45                      | فلورتجي ماكايج          | 19                      |
| 46                      | Coryn Rivera (طريق)     | لم يكمل السباق          |

| كانيون–إس آر إيه إم ‏ CSR | كانيون–إس آر إيه إم ‏ CSR | كانيون–إس آر إيه إم ‏ CSR |
| ------------------------ | ------------------------ | ------------------------ |
| م                        | عداء                     | مرتبة                    |
| 51                       | ألينا أمياليوسيك (طريق)  | لم يكمل السباق           |
| 52                       | إيلينا سيتشيني           | 21                       |
| 53                       | ليزا كلاين               | 14                       |
| 54                       | كاتارزينا نيفيادوما      | 6                        |
| 55                       | الكسيس ريان              | لم يكمل السباق           |
| 56                       | تيفاني كرومويل           | 64                       |

| Ceratizit Pro Cycling ‏ WNT | Ceratizit Pro Cycling ‏ WNT | Ceratizit Pro Cycling ‏ WNT |
| -------------------------- | -------------------------- | -------------------------- |
| م                          | عداء                       | مرتبة                      |
| 61                         | كيرستن وايلد               | 45                         |
| 62                         | ليزا برينور                | 8                          |
| 63                         | أني سانستيبان              | 58                         |
| 64                         | Lara Vieceli ‏              | 57                         |
| 65                         | إيريكا ماجندي              | 28                         |
| 66                         | Sarah Rijkes ‏              | 56                         |

| Team Virtu Cycling Women ‏ TVC | Team Virtu Cycling Women ‏ TVC | Team Virtu Cycling Women ‏ TVC |
| ----------------------------- | ----------------------------- | ----------------------------- |
| م                             | عداء                          | مرتبة                         |
| 71                            | مارتا باستيانيلي (طريق)       | 1                             |
| 72                            | باربرا جوارشي                 | 96                            |
| 73                            | أنوسكا كوستر                  | 24                            |
| 74                            | كريستينا سيجارد               | لم يكمل السباق                |
| 75                            | كاتارزينا باولوسكا            | لم يكمل السباق                |
| 76                            | صوفيا بيرتيزولو               | 4                             |

| فالكار سيلانس ‏ VAL | فالكار سيلانس ‏ VAL      | فالكار سيلانس ‏ VAL |
| ------------------ | ----------------------- | ------------------ |
| م                  | عداء                    | مرتبة              |
| 81                 | إليسا بالسامو           | لم يكمل السباق     |
| 82                 | مارتا كافالي (طريق)     | 11                 |
| 83                 | ماريا جوليا كونفالونيري | 26                 |
| 84                 | Vittoria Guazzini ‏      | 76                 |
| 85                 | Silvia Persico ‏         | 66                 |
| 86                 | Ilaria Sanguineti ‏      | لم يكمل السباق     |

| موفيستار للسيدات ‏ MOV | موفيستار للسيدات ‏ MOV  | موفيستار للسيدات ‏ MOV |
| --------------------- | ---------------------- | --------------------- |
| م                     | عداء                   | مرتبة                 |
| 91                    | أود بيانيك (طريق)      | 67                    |
| 92                    | أليسيا غونزاليس بلانكو | 85                    |
| 93                    | شيلا جوتيريز           | 99                    |
| 94                    | روكسان فورنييه         | لم يكمل السباق        |
| 95                    | Alba Teruel Ribes ‏     | 100                   |
| 96                    | غلوريا رودريغيز        | 98                    |

| EF Education–Tibco–SVB ‏ TIB | EF Education–Tibco–SVB ‏ TIB | EF Education–Tibco–SVB ‏ TIB |
| --------------------------- | --------------------------- | --------------------------- |
| م                           | عداء                        | مرتبة                       |
| 101                         | نينا كيسلر                  | لم يكمل السباق              |
| 102                         | أليسون جاكسون               | 15                          |
| 103                         | برودي شابمان                | 35                          |
| 104                         | Rozanne Slik ‏               | 92                          |
| 105                         | لورين ستيفنز                | 93                          |

| باركهوتل فالكنبورغ ‏ PHV | باركهوتل فالكنبورغ ‏ PHV | باركهوتل فالكنبورغ ‏ PHV |
| ----------------------- | ----------------------- | ----------------------- |
| م                       | عداء                    | مرتبة                   |
| 111                     | صوفي دي فوست            | 16                      |
| 112                     | إستر فان فيين           | 90                      |
| 113                     | Belle de Gast ‏          | 69                      |
| 114                     | روكسان كنيتيمان         | 42                      |
| 115                     | Marit Raaijmakers ‏      | 83                      |
| 116                     | Nina Buijsman ‏          | 89                      |

| يو أي أيه تيم ‏ ALE | يو أي أيه تيم ‏ ALE   | يو أي أيه تيم ‏ ALE |
| ------------------ | -------------------- | ------------------ |
| م                  | عداء                 | مرتبة              |
| 121                | كلو هوسكينغ          | 43                 |
| 122                | ثريا بالادين         | 12                 |
| 123                | Diana Peñuela ‏       | 72                 |
| 124                | Eri Yonamine ‏ (طريق) | 38                 |
| 125                | Nadia Quagliotto ‏    | لم يكمل السباق     |
| 126                | رومي كاسبر           | 39                 |

| FDJ–Suez ‏ FDJ | FDJ–Suez ‏ FDJ       | FDJ–Suez ‏ FDJ |
| ------------- | ------------------- | ------------- |
| م             | عداء                | مرتبة         |
| 131           | إميليا فهلين (طريق) | 23            |
| 132           | شارلوت بيكر         | 94            |
| 133           | أوجيني دوفال        | 44            |
| 134           | Maëlle Grossetête ‏  | 91            |
| 135           | Shara Gillow        | 51            |
| 136           | لورين كيتشن         | 95            |

| Équipe Paule Ka ‏ BIG | Équipe Paule Ka ‏ BIG     | Équipe Paule Ka ‏ BIG |
| -------------------- | ------------------------ | -------------------- |
| م                    | عداء                     | مرتبة                |
| 141                  | سيسيلي أوتوب لودفيغ      | 3                    |
| 142                  | Mikayla Harvey ‏          | لم يكمل السباق       |
| 143                  | Julie Norman Leth ‏       | 37                   |
| 144                  | Maria Vittoria Sperotto ‏ | 74                   |
| 145                  | ليا توماس                | 47                   |
| 146                  | Martina Alzini ‏          | لم يكمل السباق       |

| BTC City Ljubljana ‏ BTC | BTC City Ljubljana ‏ BTC | BTC City Ljubljana ‏ BTC |
| ----------------------- | ----------------------- | ----------------------- |
| م                       | عداء                    | مرتبة                   |
| 151                     | Urša Pintar ‏            | 54                      |
| 152                     | Mia Radotić ‏            | لم يكمل السباق          |
| 153                     | حنا نيلسون              | 48                      |
| 154                     | Anastasia Chursina      | 46                      |
| 155                     | Anja Longyka ‏           | 88                      |
| 156                     | Maaike Boogaard ‏        | لم يكمل السباق          |

| أيه آر مونكس برو سيكلينج للسيدات ‏ ASA | أيه آر مونكس برو سيكلينج للسيدات ‏ ASA | أيه آر مونكس برو سيكلينج للسيدات ‏ ASA |
| ------------------------------------- | ------------------------------------- | ------------------------------------- |
| م                                     | عداء                                  | مرتبة                                 |
| 161                                   | Marie-Soleil Blais ‏                   | لم يكمل السباق                        |
| 162                                   | إيلينا بيروني                         | 68                                    |
| 163                                   | Faina Potapova ‏                       | لم يكمل السباق                        |
| 164                                   | Makhabbat Umutzhanova ‏                | لم يكمل السباق                        |
| 165                                   | Lizbeth Salazar ‏                      | 77                                    |
| 166                                   | أرلينيس سيرا (طريق)                   | 34                                    |

| لوتو بيليسول للسيدات ‏ LSL | لوتو بيليسول للسيدات ‏ LSL | لوتو بيليسول للسيدات ‏ LSL |
| ------------------------- | ------------------------- | ------------------------- |
| م                         | عداء                      | مرتبة                     |
| 171                       | Annelies Dom ‏ (طريق)      | 80                        |
| 172                       | لوت كوبيكي                | 32                        |
| 173                       | ديمي دي جونغ ‏             | 53                        |
| 174                       | Julie Van de Velde ‏       | 27                        |
| 175                       | كيلي فان دن ستين          | 49                        |
| 176                       | Dani Christmas ‏           | 73                        |

| دولتشيني فان إيك بروكسيموس ‏ DVE | دولتشيني فان إيك بروكسيموس ‏ DVE | دولتشيني فان إيك بروكسيموس ‏ DVE |
| ------------------------------- | ------------------------------- | ------------------------------- |
| م                               | عداء                            | مرتبة                           |
| 181                             | Pascale Jeuland-Tranchant       | 78                              |
| 182                             | دانييلا ريس (طريق)              | 55                              |
| 183                             | Jesse Vandenbulcke ‏             | 52                              |
| 184                             | Bryony van Velzen ‏              | 70                              |
| 185                             | Séverine Eraud ‏                 | 50                              |
| 186                             | Saartje Vandenbroucke ‏          | 81                              |

| Aromitalia–Basso Bikes–Vaiano ‏ VAI | Aromitalia–Basso Bikes–Vaiano ‏ VAI | Aromitalia–Basso Bikes–Vaiano ‏ VAI |
| ---------------------------------- | ---------------------------------- | ---------------------------------- |
| م                                  | عداء                               | مرتبة                              |
| 191                                | راسا ليليفيتو (طريق)               | 25                                 |
| 192                                | Carmela Cipriani ‏                  | 79                                 |
| 193                                | Giulia Marchesini ‏                 | لم يكمل السباق                     |
| 194                                | Letizia Borghesi ‏                  | لم يكمل السباق                     |
| 195                                | Michela Balducci ‏                  | لم يكمل السباق                     |
| 196                                | Sofia Beggin ‏                      | 84                                 |

| Health Mate–Cyclelive Team ‏ HMT | Health Mate–Cyclelive Team ‏ HMT | Health Mate–Cyclelive Team ‏ HMT |
| ------------------------------- | ------------------------------- | ------------------------------- |
| م                               | عداء                            | مرتبة                           |
| 201                             | Kathrin Schweinberger ‏          | 71                              |
| 202                             | Christina Schweinberger ‏        | لم يكمل السباق                  |
| 203                             | كيرستي فان هافتن                | لم يكمل السباق                  |
| 204                             | Sara Mustonen (cyclist) ‏        | 97                              |
| 205                             | Kylie Waterreus ‏                | 75                              |
| 206                             | Fien Delbaere ‏                  | لم يكمل السباق                  |

| Servetto–Makhymo–Beltrami TSA ‏ SER | Servetto–Makhymo–Beltrami TSA ‏ SER | Servetto–Makhymo–Beltrami TSA ‏ SER |
| ---------------------------------- | ---------------------------------- | ---------------------------------- |
| م                                  | عداء                               | مرتبة                              |
| 211                                | Kseniya Dobrynina ‏                 | لم يكمل السباق                     |
| 212                                | Francesca Balducci ‏                | لم يكمل السباق                     |
| 213                                | Mónika Király ‏                     | لم يكمل السباق                     |
| 214                                | Anna Potokina ‏                     | 86                                 |
| 215                                | Aleksandra Goncharova ‏             | لم يكمل السباق                     |

| بيبينك ‏ BPK | بيبينك ‏ BPK        | بيبينك ‏ BPK    |
| ----------- | ------------------ | -------------- |
| م           | عداء               | مرتبة          |
| 221         | تاتيانا جوديرزو    | 36             |
| 222         | Silvia Valsecchi ‏  | لم يكمل السباق |
| 223         | Francesca Pattaro ‏ | لم يكمل السباق |
| 224         | Nicole Steigenga ‏  | لم يكمل السباق |
| 225         | Katia Ragusa ‏      | 62             |
| 226         | Chiara Perini ‏     | لم يكمل السباق |

| تيم كوب هايتك بوردكتس ‏ HPU | تيم كوب هايتك بوردكتس ‏ HPU | تيم كوب هايتك بوردكتس ‏ HPU |
| -------------------------- | -------------------------- | -------------------------- |
| م                          | عداء                       | مرتبة                      |
| 231                        | Pernille Feldmann ‏         | لم يكمل السباق             |
| 232                        | Vita Heine ‏ (طريق)         | 18                         |
| 233                        | Ingrid Lorvik ‏             | 82                         |
| 234                        | Julie Meyer Solvang ‏       | لم يكمل السباق             |
| 235                        | Chanella Stougje ‏          | لم يكمل السباق             |
| 236                        | Marta Tagliaferro ‏         | لم يكمل السباق             |

## وصلات خارجية
- الموقع الرسمي
- لمحة عن سباق طواف فلاندرز للسيدات 2019 على موقع  ProCyclingStats   (برو  سايكلنج  ستاتس) - إحصاءات  محترفي  الدراجات.

- طواف فلاندرز للسيدات 2019 على موقع إحصائيات الدراجات الإحترافية (الإنجليزية)